# Międzyrzecz
Międzyrzecz (in tedesco Meseritz) è un comune urbano-rurale della Polonia, nel voivodato di Lubusz.
Comprende le frazioni di: Bobowicko, Bukowiec, Gorzyca, Kalsko, Kaława, Kęszyca Leśna, Kuligowo, Kursko, Kuźnik, Nietoperek, Pieski, Pniewo, Szumiąca, Święty Wojciech, Wysoka, Wyszanowo, Żółwin, Brzozowy Ług, Głębokie, Jagielnik, Jeleniogłowy, Kęszyca, Kęszyca-Kolonia, Kolonia Nietoperek, Kolonia Żółwin, Kwiecie, Lubosinek, Łęgowskie, Marianowo, Międzyrzecz-Wybudowanie, Rojewo, Skoki, Wojciechówek, Zamostowo.
Nomi delle altre località in polacco e in tedesco (in uso fino al 1945):
| - Bobowicko (663) (Bobelwitz) - Bukowiec (860) (Bauchwitz) - Gorzyca (265) (Ober Görzig) - Kalsko (647) (Kalzig) - Kaława (352) (Kalau) - Kęszyca Leśna (611) (Kainscht) | - Kuligowo (142) (Kulkau) - Kursko (301) (Kurzig) - Kuźnik (144) (Kupfermühle) - Nietoperek (340) (Nipter) - Pieski (253) (Pieske) - Pniewo (285) (Osterwalde) | - Szumiąca (155) (Schindelmühl) - Święty Wojciech (502) (Georgsdorf) - Wysoka (196) (Hochwalde) - Wyszanowo (274) (Wischen) - Żółwin (114) (Solben) |

Altre località minori:
| - Brzozowy Ług (Johanneshof) - Głębokie (Glembuch) - Jagielnik - Jeleniogłowy (Gumpertshof) - Kęszyca (Kainscht) - Kęszyca-Kolonia | - Kolonia Nietoperek - Kolonia Żółwin - Kwiecie (Hohenbirken) - Lubosinek - Łęgowskie (Wilhelmsthal) - Marianowo (Marianowo) | - Międzyrzecz-Wybudowanie - Rojewo (Rhyn) - Skoki - Wojciechówek - Zamostowo (Samst) |